# Esthemopsis aeniacus
Esthemopsis aeniacus är en fjärilsart som beskrevs av William Chapman Hewitson 1876. Esthemopsis aeniacus ingår i släktet Esthemopsis och familjen Riodinidae. Inga underarter finns listade i Catalogue of Life.